# Wojewoda
Wojewoda (łac. comes palatinus „komes pałacowy, palatyn”) – organ administracji państwowej w Polsce, a w przeszłości także w innych krajach słowiańskich i bałkańskich: w Czechach, Rosji, Bułgarii, Mołdawii i Siedmiogrodzie.
W Czechach i na Węgrzech był to tytuł arystokratyczny odpowiadający polskiemu księciu (dux).

## Geneza urzędu w Polsce

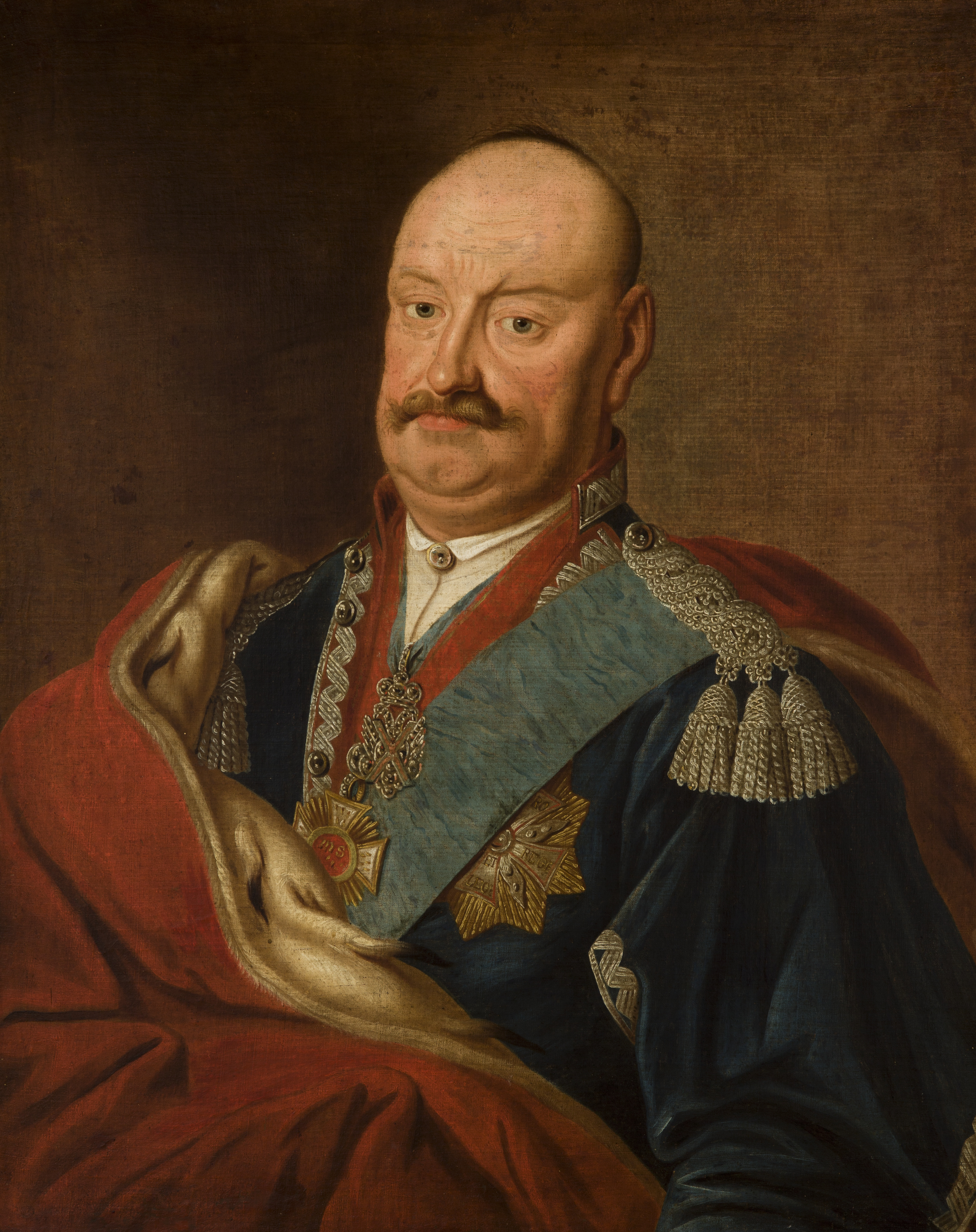
Karol Stanisław Radziwiłł Panie Kochanku, wojewoda wileński

Słowo wojewoda wywodzi się od wój oraz wodzić (prowadzić), a więc całość oznacza tego, który przewodzi wojskiem. W średniowiecznej Polsce dowodził wojskiem w zastępstwie monarchy.
Następnie w I Rzeczypospolitej należeli do grona urzędów senatorskich, jednak w zależności od terenów, z których pochodzili, mieli różne kompetencje. Najmniejsze mieli na Rusi Halickiej, największe w Prusach Królewskich. Na przestrzeni lat ich kompetencje ulegały zmianom i ograniczeniom. Urząd wojewody zaczął funkcjonować w czasach nowożytnych w Koronie, a częściowo (po 1569 r.) na Litwie, jako zwierzchnik województwa i jego administracji, ale z iluzoryczną władzą.
Z piastowania władzy politycznej i ministerialnej za Piastów jego rola spadła do reprezentacyjnej i senatorskiej za Jagiellonów. Jego wcześniejszą rolę wojskową ograniczono do doprowadzania oddziałów w czasie pospolitego ruszenia do punktu zbornego. Z kompetencji administracyjnych pozostało mu przewodniczenie w sejmikach ziemskich, które i tak utracił. Miał prawo do sprawowania nadzoru nad miastami, lecz było to funkcją honorową (formalnie leżało to w gestii starosty). Ustanawiał i nadzorował poprzez podwładnego sobie podwojewodziego ceny, miary i wagi.
Wojewodowie: krakowski, poznański, wileński, trocki, sandomierski i kaliski (oraz kasztelan krakowski) byli specjalnie wyróżnieni posiadaniem powierzonych im kluczy do skarbca koronnego na Wawelu. Wojewodów mianował król, a od 1775 roku Rada Nieustająca. Jedynie wojewodowie połocki i witebski (oraz równy im rangą starosta generalny Księstwa Żmudzkiego) pochodzili z wyboru dokonywanego przez obywateli tych ziem, król wyznaczał go z przedstawionych kandydatów. Ustawa o Sejmie z 28 maja 1791 rozszerzała tę zasadę na ogół senatorów, punkt ten jednak nie zdążył wejść w życie. Wojewodów obowiązywało prawo o incompatibiliach. Konstytucja z 1565 roku zakazywała łączenia tego urzędu z ministerstwami, godnością przełożonego innego województwa lub starostwem grodowym na swoim terenie.
Po upadku I Rzeczypospolitej senatorowie-wojewodowie (obok senatorów-kasztelanów) zasiadali jeszcze w senatach Księstwa Warszawskiego i kongresowego Królestwa Polskiego, lecz ich tytuły nie zawierały odniesień do nazw województw.
Ponownie urząd wojewody jako zwierzchnika województwa zaistniał w II Rzeczypospolitej. Stanowisko to występowało także w Polsce Ludowej do 1950 r. i ponownie od 1973 r.

## Tytuły odojcowskie
Tradycyjnie dzieciom wojewodów przysługiwały tytuły odojcowskie. Dla synów tytułem takim był wojewodzic, a dla córek wojewodzianka.

## Dzisiejsza Polska
W obecnie obowiązującym stanie prawnym Rzeczypospolitej Polskiej wojewoda jest przedstawicielem Rady Ministrów w województwie i zwierzchnikiem zespolonej administracji rządowej na terenie województwa.
Obecnie pozycję organizacyjno-prawną wojewody reguluje Konstytucja Rzeczypospolitej Polskiej z dnia 2 kwietnia 1997 r. (art. 152) oraz ustawa z dnia 23 stycznia 2009 r. o wojewodzie i administracji rządowej w województwie.

### Powoływanie, odwoływanie i nadzór
Wojewodę powołuje i odwołuje Prezes Rady Ministrów na wniosek ministra właściwego do spraw administracji publicznej (art. 6). Sejmik województwa będący organem samorządu województwa nie jest pytany o opinię na temat kandydata mającego objąć stanowisko wojewody. Premier jest też przełożonym wojewody, uprawnionym do kierowania do wojewody zarządzeń i poleceń (art. 8 ust. 1).
Nadzór nad działalnością wojewody sprawuje Prezes Rady Ministrów i minister właściwy do spraw administracji publicznej. Nadzór ten ma gwarantować przestrzeganie przez wojewodę nie tylko prawa, ale i polityki rządu, rzetelności i gospodarności, przestrzeganie przez niego poleceń i wytycznych otrzymanych od premiera (art. 8 ust. 2 i 3).

### Status i kompetencje
W myśl art. 3 tej ustawy, wojewoda jest:
- przedstawicielem Rady Ministrów w województwie;
- zwierzchnikiem i organem rządowej administracji zespolonej w województwie, do którego właściwości należą wszystkie sprawy z zakresu administracji rządowej w województwie niezastrzeżone w odrębnych ustawach do właściwości innych organów tej administracji;
- organem nadzoru nad jednostkami samorządu terytorialnego i ich związków pod względem legalności;
- reprezentantem Skarbu Państwa, w zakresie i na zasadach określonych w innych ustawach;
- organem wyższego stopnia w rozumieniu Kodeksu postępowania administracyjnego.

Kontroluje także pod względem legalności, gospodarności i rzetelności wykonywanie przez organy samorządu terytorialnego zadań z zakresu administracji rządowej, realizowanych przez nie na podstawie ustawy lub porozumienia z organami administracji rządowej. Poza tym w czasach nadzwyczajnych, na mocy innych ustaw, ma specjalne zadania i kompetencje.
Art. 22 ustawy o wojewodzie i administracji rządowej w województwie stanowi, że wojewoda odpowiada za wykonywanie polityki Rady Ministrów w województwie, a w szczególności:
- dostosowuje do miejscowych warunków cele polityki Rady Ministrów oraz, w zakresie i na zasadach określonych w odrębnych ustawach, koordynuje i kontroluje wykonanie wynikających stąd zadań;
- zapewnia współdziałanie wszystkich organów administracji rządowej i samorządowej działających w województwie i kieruje ich działalnością w zakresie zapobiegania zagrożeniu życia, zdrowia lub mienia oraz zagrożeniom środowiska, bezpieczeństwa państwa i utrzymania porządku publicznego, ochrony praw obywatelskich, a także zapobiegania klęskom żywiołowym i innym nadzwyczajnym zagrożeniom oraz zwalczania i usuwania ich skutków, na zasadach określonych w odrębnych ustawach;
- dostosowuje do miejscowych warunków szczegółowe cele polityki rządu oraz – w zakresie i na zasadach przewidzianych w ustawach – koordynuje i kontroluje wykonanie wynikających stąd zadań,
- dokonuje oceny stanu zabezpieczenia przeciwpowodziowego województwa, opracowuje plan operacyjny ochrony przed powodzią oraz ogłasza i odwołuje pogotowie i alarm przeciwpowodziowy;
- wykonuje i koordynuje zadania w zakresie obronności i bezpieczeństwa państwa oraz zarządzania kryzysowego, wynikające z odrębnych ustaw;
- przedstawia Radzie Ministrów, za pośrednictwem ministra właściwego do spraw administracji publicznej, projekty dokumentów rządowych w sprawach dotyczących województwa;
- wykonuje inne zadania określone w odrębnych ustawach oraz ustalone przez Radę Ministrów i Prezesa Rady Ministrów.

Na podstawie art. 25 tej ustawy wojewoda może wydawać polecenia obowiązujące wszystkie organy administracji rządowej działające w województwie, a w sytuacjach nadzwyczajnych, obowiązujące również organy samorządu terytorialnego. Nie mogą one jednak dotyczyć rozstrzygnięć co do istoty sprawy załatwianej w drodze decyzji administracyjnej – wojewoda nie może w tym trybie przesądzić o treści zezwolenia czy innej decyzji przygotowywanej np. przez wójta gminy. Właściwy minister może wstrzymać wykonanie poleceń wojewody, wydanych organom administracji niezespolonej i wystąpić z wnioskiem do Prezesa Rady Ministrów o rozstrzygnięcie sporu, przedstawiając jednocześnie stanowisko w tej sprawie.
Zgodnie z art. 51 wojewoda jako zwierzchnik zespolonej administracji rządowej kieruje nią i koordynuje jej działalność i ponosi odpowiedzialność za rezultaty jej działania. To kierownictwo i odpowiedzialność jest ograniczone przez szczegółowe przepisy, będące przejawem tradycyjnych powiązań resortowych.
Wojewoda sprawuje nadzór nad działalnością jednostek samorządu terytorialnego, na zasadach określonych w ustawie o samorządzie gminnym, samorządzie powiatu i samorządzie województwa (art. 12 ustawy o wojewodzie i administracji rządowej w województwie).